# Georgia Ellenwood
Georgia Ellenwood (Vancouver, 5 de agosto de 1995) es una atleta canadiense que compite en pruebas combinadas.

## Carrera deportiva
Se graduó en el Langley Secondary School en 2013. Posteriormente, ingresó en la Universidad de Wisconsin-Madison, en cuyo equipo deportivo Wisconsin Badgers comenzó su carrera deportiva, pasando posteriormente a representar al equipo nacional.
Una de sus primeras competiciones a nivel internacional, todavía en las divisiones inferiores, fue en 2011, cuando participó en el Campeonato Mundial Juvenil de Atletismo que se celebró ese año en Lille (Francia), donde comenzó las pruebas combinadas, quedando en un duodécimo puesto en el heptatlón, sumando hasta 4952 puntos.
En 2012, en el Campeonato Mundial Júnior de Atletismo de Barcelona (España), participó nuevamente en el heptatlón; en comparación con la prueba anterior, mejoró en números, pero redujo su posición, acabando en la decimoctava posición. Las tornas cambiarían en 2013 con el Campeonato Panamericano Júnior de Atletismo de Medellín (Colombia), donde obtuvo la medalla de bronce tras llegar a 5953 puntos.
Para 2014, en el Campeonato Mundial Júnior de Atletismo, que tuvo lugar en la ciudad de Eugene, en el estado estadounidense de Oregón, llegó a estar entre las diez mejores del heptatlón, siendo séptima con 5594 puntos. Mejoraría marca y posición en 2015, al ser quinta (5665 puntos) en la Universiada de 2015, en Gwangju (Corea del Sur).
En 2016, en el Campeonato Mundial de Atletismo en Pista Cubierta, en una de sus primeras competiciones internacionales en pentatlón, que tuvo lugar en la ciudad de Portland, alcanzaría la novena plaza, con 4324 puntos. Después de tres años más centrada en las competiciones universitarias, con el equipo Wisconsin Badgers, en 2019 llegaría a la prueba del Hypomeeting Götzis, que tiene lugar en Austria, en cuyo heptatlón competiría quedando decimosexta, con 6026 puntos.
En 2021, después de quedar postergados los Juegos Olímpicos de Tokio a consecuencia de la pandemia por el coronavirus, Ellenwood viajó a Japón con la representación canadiense para participar en las pruebas combinadas del heptatlón, quedando en el vigésimo lugar de la clasificación final, sumando 6077 puntos.

## Resultados por competición

### Por temporada
| Representando a Canadá | Representando a Canadá                            | Representando a Canadá | Representando a Canadá | Representando a Canadá | Representando a Canadá |
| ---------------------- | ------------------------------------------------- | ---------------------- | ---------------------- | ---------------------- | ---------------------- |
| Año                    | Competición                                       | Lugar                  | Puesto                 | Modalidad              | Marca                  |
| 2011                   | Campeonato Mundial Juvenil de Atletismo           | Lille                  | 12.ª                   | Heptatlón              | 4952 pts.              |
| 2012                   | Campeonato Mundial Júnior de Atletismo            | Barcelona              | 18.ª                   | Heptatlón              | 5262 pts.              |
| 2013                   | Campeonato Panamericano Júnior de Atletismo       | Medellín               | 3.ª                    | Heptatlón              | 5493 pts.              |
| 2014                   | Campeonato Mundial Júnior de Atletismo            | Eugene                 | 7.ª                    | Heptatlón              | 5594 pts.              |
| 2015                   | Universiada                                       | Gwangju                | 5.ª                    | Heptatlón              | 5665 pts.              |
| 2016                   | Campeonato Mundial de Atletismo en Pista Cubierta | Portland               | 9.ª                    | Pentatlón              | 4324 pts.              |
| 2019                   | Hypomeeting Götzis                                | Götzis                 | 16.ª                   | Heptatlón              | 6026 pts.              |
| 2021                   | Juegos Olímpicos                                  | Tokio                  | 20.ª                   | Heptatlón              | 6077 pts.              |

### Mejores marcas
| Disciplina                        | Marca        | Lugar    | Fecha                 |
| --------------------------------- | ------------ | -------- | --------------------- |
| 200 metros lisos (exterior)       | 24,22 s.     | Götzis   | 29 de mayo de 2021    |
| 800 metros lisos (exterior)       | 2:11,45 min. | Ratingen | 20 de junio de 2021   |
| 60 metros vallas (pista cubierta) | 8,54 s.      | Toronto  | 18 de febrero de 2021 |
| 100 metros vallas (exterior)      | 13,40 s.     | Ratingen | 20 de junio de 2021   |
| Salto de altura                   | 1,83 m.      | Tokio    | 4 de agosto de 2021   |
| Salto de longitud                 | 6,26 m.      | Götzis   | 30 de mayo de 2021    |
| Lanzamiento de peso               | 13,41 m.     | Toronto  | 6 de marzo de 2021    |
| Lanzamiento de jabalina           | 48,57 m.     | Ratingen | 20 de junio de 2021   |
| Heptatlón                         | 6314 pts.    | Ratingen | 20 de junio de 2021   |